# 天山柳
天山柳（学名：Salix tianschanica）为杨柳科柳属的植物。分布在中亚地区以及中国大陆的新疆等地，生长于海拔1,700米至2,700米的地区，常生长在林缘、山区河岸边或灌丛中，目前尚未由人工引种栽培。